# Albatana (kommunhuvudort)
Albatana är en kommunhuvudort i Spanien.   Den ligger i provinsen Provincia de Albacete och regionen Kastilien-La Mancha, i den sydöstra delen av landet, 280 km sydost om huvudstaden Madrid. Albatana ligger 584 meter över havet och antalet invånare är 855.
Terrängen runt Albatana är platt söderut, men norrut är den kuperad.Runt Albatana är det ganska glesbefolkat, med 23 invånare per kvadratkilometer. Närmaste större samhälle är Hellín, 16,9 km väster om Albatana. Trakten runt Albatana består till största delen av jordbruksmark.